# Quarantology
Quarantology è il quarto libro scritto da Jovanotti (Lorenzo Cherubini) pubblicato in occasione dei suoi 40 anni.

## Descrizione
Si tratta prevalentemente di un libro fotografico; contiene infatti più di 500 fotografie scelte e completate da brevi commenti e considerazioni personali da parte da Jovanotti. Ha spunti autobiografici, pur ricordando il genere letterario del diario.

## Edizioni
- Lorenzo Cherubini, Quarantology, collana I libri illustrati, Rizzoli, 2006,  p. 269.